# Diocesi di Acque di Proconsolare
La diocesi di Acque di Proconsolare (in latino Dioecesis Aquensis in Proconsulari) è una sede soppressa e sede titolare della Chiesa cattolica.

## Storia
Acque di Proconsolare, identificabile con Henchir-El-Baghla nell'odierna Tunisia, è un'antica sede episcopale della provincia romana dell'Africa Proconsolare, il cui primate era il vescovo di Cartagine.
Secondo Mesnage a questa sede apparterrebbero i due vescovi che parteciparono alla conferenza di Cartagine del 411, che vide riuniti assieme i vescovi cattolici e donatisti dell'Africa: Elpidio per parte cattolica e Reparato per parte donatista. Morcelli invece ha assegnato questi due vescovi alla diocesi di Acque di Mauritania.
Mesnage, pur attribuendo questi due vescovi alla sede di Acque di Proconsolare, confessa che è impossibile sapere con certezza a quale sede Aquensis appartenessero. Dello stesso parere André Mandouze, secondo il quale gli atti della conferenza non indicano la provincia di appartenenza di questi due vescovi, per cui "toute localisation est interdite".
Dal 1933 Acque di Proconsolare è annoverata tra le sedi vescovili titolari della Chiesa cattolica; dal 26 novembre 1981 vescovo titolare è Salim Sayegh, già vescovo ausiliare di Gerusalemme.

## Cronotassi

### Vescovi residenti
- Elpidio † (menzionato nel 411)
  - Reparato † (menzionato nel 411) (vescovo donatista)

### Vescovi titolari
- José Fernandes Veloso † (23 marzo 1966 - 26 novembre 1981 nominato vescovo coadiutore di Petrópolis)
- Salim Sayegh, dal 26 novembre 1981